# Marilina Bertoldi
Marilina Bertoldi (née le 22 août 1961 à Sunchales, province de Santa Fe) est une musicienne argentine. Elle se fait connaître en tant que chanteuse du groupe de rock alternatif Connor Questa, puis en tant qu'artiste solo. Elle reçoit plusieurs prix et nominations, dont trois premios Gardel et deux Latin Grammy Awards.

## Biographie
Bertoldi est née à Sunchales, province de Santa Fe, en Argentine. Après avoir déménagé à Buenos Aires, elle forme le groupe Marilina Connor Questa en 2010, en tant que chanteuse principale aux côtés de Hernán Rupolo (guitares), Martín Casado (basse) et Facundo Veloso (batterie), remplacé par Agustín Agostinelli en 2011. La même année, le groupe sort de manière indépendante l'EP Marilina Connor Questa. En 2011, ils sortent leur premier album studio Somos por partes, dont la promotion est assurée par YouTube et par différentes représentations à Córdoba et Santa Fe. Après avoir changé le nom du groupe en Connor Questa en 2013, ils sortent leur deuxième album Fuego al universo (2013), produit par Gabriel Pedernera d'Eruca Sativa et enregistré chez MLC Records. En 2015, le groupe annonce sur sa page Facebook qu'il se séparait après avoir fait face à « de grandes différences conceptuelles sur le présent et l'avenir du groupe ».
Pendant sa carrière avec Connor Questa, elle publie son premier album studio solo El Peso del aire suspirado (2012), suivi de La Presencia de las personas que se van en 2015, tous deux influencés par ses expériences de séparations dans sa vie et sa famille. Le 26 avril 2016, elle publie son troisième album Sexo con modelos avec Cosas dulces et Y deshacer en tant que singles de l'album. Le projet est nommé pour le meilleur album rock lors de la 17e édition des Latin Grammy Awards et remporte le prix du meilleur album rock féminin lors de la 19e édition des premios Gardel,.
Son quatrième album Prender un fuego sort le 3 octobre 2018 avec une production de Brian Taylor et un mastering de Matt Colton. L'album est nommé pour le Latin Grammy Award du meilleur album de musique alternative tandis que lors des 21e premios Gardel, l'album remporte l'album de l'année, également nommé Gardel de Oro, devenant la deuxième artiste féminine à recevoir ce prix et la première en près de 20 ans après Mercedes Sosa qui l'a remporté en 2000.
En 2022, elle sort son cinquième album solo, Mojigata. L'album est nommé dans la catégorie du meilleur album de rock lors de la 23e édition des Latin Grammy Awards, ce qui représente la troisième nomination de Marilina Bertoldi aux Latin Grammy.

## Discographie

### Albums studio
- 2012 : El Peso del aire suspirado
- 2015 : La Presencia de las personas que se van
- 2016 : Sexo con modelos
- 2018 : Prender un fuego
- 2022 : Mojigata

### Avec Connor Questa
- 2010 : Marilina Connor questa (EP)
- 2011 : Somos por partes
- 2013 : Fuego al universo